# Oleg Nuță
Oleg Nuță (n. 3 februarie 1997, Mereni, raionul Anenii Noi, Republica Moldova) este un canoist român originar din Republica Moldova.

## Carieră
Sportivul s-a apucat de caiac-canoe la vârsta de 12 ani. A câștigat mai multe medalii europene la juniori și la tineret, reprezentând Republica Moldova. În 2016 a obținut împreună cu Oleg Tarnovschi locul trei la Turneul european de calificare olimpică în proba de C-2 1000 m în spatele bărcilor din România și Cehia, ratând astfel calificarea la Jocurile Olimpice de la Rio de Janeiro. Totuși, Moldova a obținut calificarea olimpică după ce românii au fost descalificați pozitiv la Meldonium. Dar Comitetul Național Olimpic și Sportiv din Republica Moldova nu l-au selecționat pe Oleg Nuță pentru C-2, ci pe Oleg și Serghei Tarnovschi. În anul următor, Oleg Nuță a devenit campion european de tineret în proba de C-2 500 m, alături de Ilie Sprîncean.
El a reprezentat România la Campionatul Mondial din 2022, după ce a obținut cetățenia română deoarece condițiile de antrenament au fost precare. Împreună cu Tania Virijac a ocupat locul 4 în proba de C-2 mixt 500 m. În anul următor, la Campionatul Mondial de la Duisburg, a obținut cu fostul său partener Ilie Sprîncean medalia de bronz în proba de C-2 1000 m, o categorie care a fost scoasă din programul olimpic, și locul 6 în proba de C-2 500, calificându-se la Jocurile Olimpice de vară din 2024. La Olimpiada de la Paris cei dou au ocupat locul 9.

## Realizări
| An                             | Competiție                      | Locație                        | Loc                            | Eveniment                      |                                |
| Reprezentând Republica Moldova | Reprezentând Republica Moldova  | Reprezentând Republica Moldova | Reprezentând Republica Moldova | Reprezentând Republica Moldova | Reprezentând Republica Moldova |
| ------------------------------ | ------------------------------- | ------------------------------ | ------------------------------ | ------------------------------ | ------------------------------ |
| 2015                           | Campionatul European de Juniori | Bascov, România                | 3                              | C-2 500 m                      |                                |
| 2016                           | Campionatul European de Tineret | Plovdiv, Bulgaria              | 3                              | C-2 500 m                      |                                |
| 2016                           | Campionatul European de Tineret | Plovdiv, Bulgaria              | 2                              | C-2 1000 m                     |                                |
| 2017                           | Campionatul European de Tineret | Belgrad, Serbia                | 1                              | C-2 500 m                      |                                |
| 2017                           | Campionatul European de Tineret | Belgrad, Serbia                | 2                              | C-2 1000 m                     |                                |
| 2017                           | Campionatul Mondial             | Račice, Cehia                  | 6                              | C-2 500 m                      |                                |
| 2017                           | Campionatul Mondial             | Račice, Cehia                  | 15                             | C-2 1000 m                     |                                |
| 2018                           | Campionatul European de Tineret | Auronzo di Cadore, Italia      | 3                              | C-2 500 m                      |                                |
| 2018                           | Campionatul Mondial             | Montemor-o-Velho, Portugalia   | 9                              | C-2 500 m                      |                                |
| 2018                           | Campionatul Mondial             | Montemor-o-Velho, Portugalia   | 18                             | C-2 1000 m                     |                                |
| 2019                           | Jocurile Europene               | Minsk, Belarus                 | 12                             | C-2 1000 m                     |                                |
| 2019                           | Campionatul Mondial             | Seghedin, Ungaria              | 23                             | C-2 1000 m                     |                                |
| Reprezentând România           |                                 |                                |                                |                                |                                |
| 2022                           | Campionatul Mondial             | Halifax, Canada                | 10                             | C-1 200 m                      |                                |
| 2022                           | Campionatul Mondial             | Halifax, Canada                | 4                              | C-2 mixt 500 m                 |                                |
| 2023                           | Campionatul Mondial             | Duisburg, Germania             | 6                              | C-2 500 m                      |                                |
| 2023                           | Campionatul Mondial             | Duisburg, Germania             | 3                              | C-2 1000 m                     |                                |
| 2024                           | Jocurile Olimpice               | Paris, Franța                  | 9                              | C-2 500 m                      |                                |

## Legături externe
- Oleg Nuță la Comitetul Olimpic și Sportiv Român (arhivat)
- en  Oleg Nuță la Federația Internațională de Canoe
- en  Oleg Nuță la olympics.com